# Filialkirche Neubau-Kreuzstetten

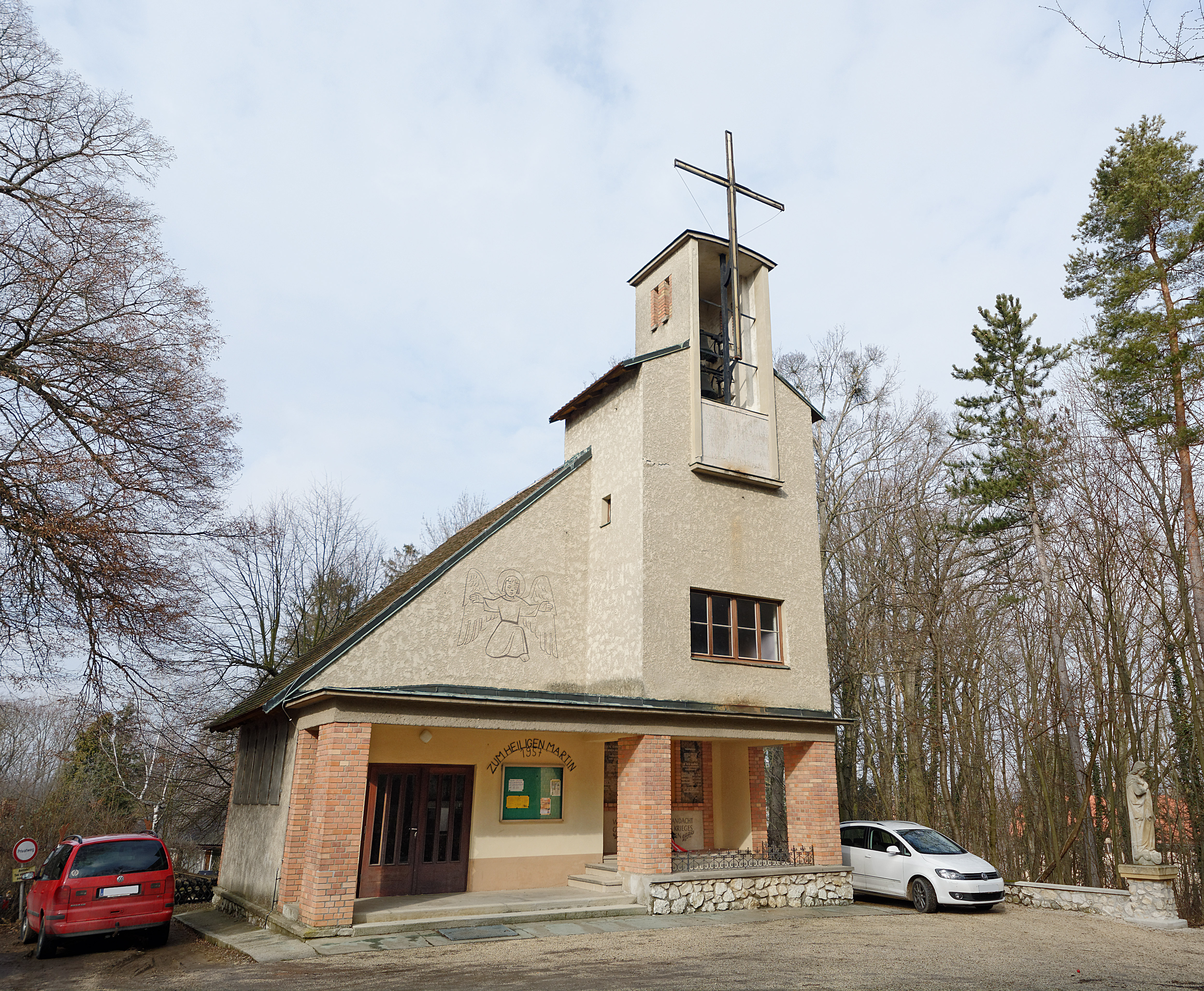
Katholische Filialkirche hl. Martin in Neubau-Kreuzstetten

Die Filialkirche Neubau-Kreuzstetten steht an der Waldstraße im Ort Neubau-Kreuzstetten in der KG Niederkreuzstetten in der Marktgemeinde Kreuzstetten im Bezirk Mistelbach in Niederösterreich. Die auf das Patrozinium Martin von Tours geweihte römisch-katholische Filialkirche der Pfarrkirche Niederkreuzstetten gehört zum Dekanat Wolkersdorf im Vikariat Unter dem Manhartsberg der Erzdiözese Wien. Die Kirche steht unter Denkmalschutz (Listeneintrag).

## Geschichte
Im Zuge einer Pfarrvisitation am 17. Mai 1949 durch Erzbischof Kardinal Theodor Innitzer wurde der Bau einer kleinen Kirche angedacht. Emma Steingassner, die Witwe des 1947 verstorbenen Besitzers der Ziegelei Martin Steingassner, wiederum hat eine kleine Waldkapelle angedacht, dazu wurde bereits eine Keramik des hl. Martin von Prof. Eltz beauftragt. Nach einem ersten Entwurf von Karl Holey, welcher als zu groß erschien, entschied sich die Baukommission für einen kleineren Entwurf des Architekten Erwin Plevan. Am 8. Juli 1956 erfolgte mit Alois Penall, Direktor des erzbischöflichen Bauamtes, die Grundsteinlegung. Am 15. August 1957 zum Fest Mariä Himmelfahrt wurde die Kirche von Friedrich Pfennigbauer, Abt vom Stift Lilienfeld, geweiht. 1958 wurde eine Sandsteinfigur Unbefleckte Empfängnis des Bildhauers Franz Barwig aus der Neusimmeringer Pfarrkirche hierher übertragen. 1960 wurde bei der Kirche ein Friedhof eröffnet.